# はやぶさ2
はやぶさ2は、小惑星探査機「はやぶさ」（第20号科学衛星MUSES-C）の後継機として宇宙航空研究開発機構 (JAXA) が打ち上げた小惑星探査機である。地球近傍小惑星 「(162173) リュウグウ」への着陸およびサンプルリターンを行った。「はやぶさ2」という名称は探査機を用いる小惑星探査プロジェクト名にも使われている。開発・製造は日本電気が担当した。
2014年12月3日に種子島宇宙センター大型ロケット発射場からH-IIAロケット26号機で打ち上げられた。搭載した回収カプセルは日本時間2020年12月6日に帰還し、サンプルリターンに成功した。はやぶさ2本体は地球を離れ、別の小惑星へ向かう拡張ミッションに移行した。

## 特徴
世界で初めて小惑星の物質を持ち帰ることに成功した探査機「はやぶさ」の後継機で、初号機が小惑星往復に初めて挑んだ「実験機」だったのに対し、有機物や水のある小惑星を探査して生命誕生の謎を解明するという科学的成果を上げるための初の「実用機」として開発された。
基本設計は初代「はやぶさ」と同一だが、「はやぶさ」の運用を通じて明らかになった問題点を解決すべく、改良が施された。サンプル採取方式は「はやぶさ」と同じく「タッチダウン」方式だが、事前に爆発によって衝突体を突入させて直径数メートルのクレーターを作ることにより、深部の試料を採取できるようにした。初代と同じく、採取した物質は耐熱カプセルに収納されて、地球に近傍まで持ち帰り、このカプセルのみを地球の大気圏へ再突入させる設計にした。また、着陸用小型ローバーの「ミネルバ2」（2-1A, 2-1B, 2-2の計3基）、およびドイツとフランスが開発した小型着陸機「マスコット」も搭載した。

### はやぶさからの変更点

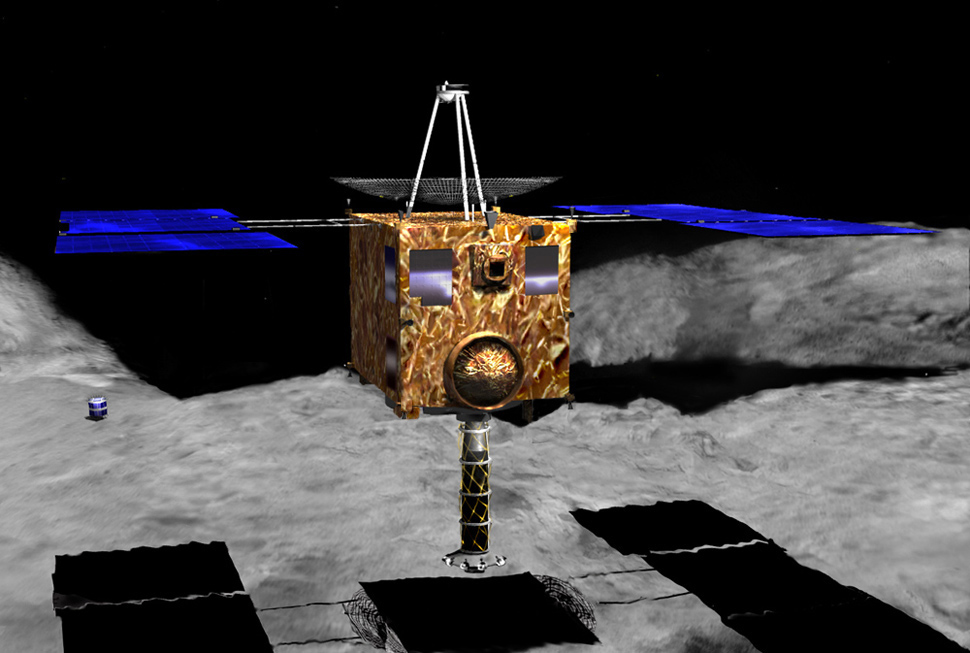
小惑星探査機「はやぶさ」の着陸想像図

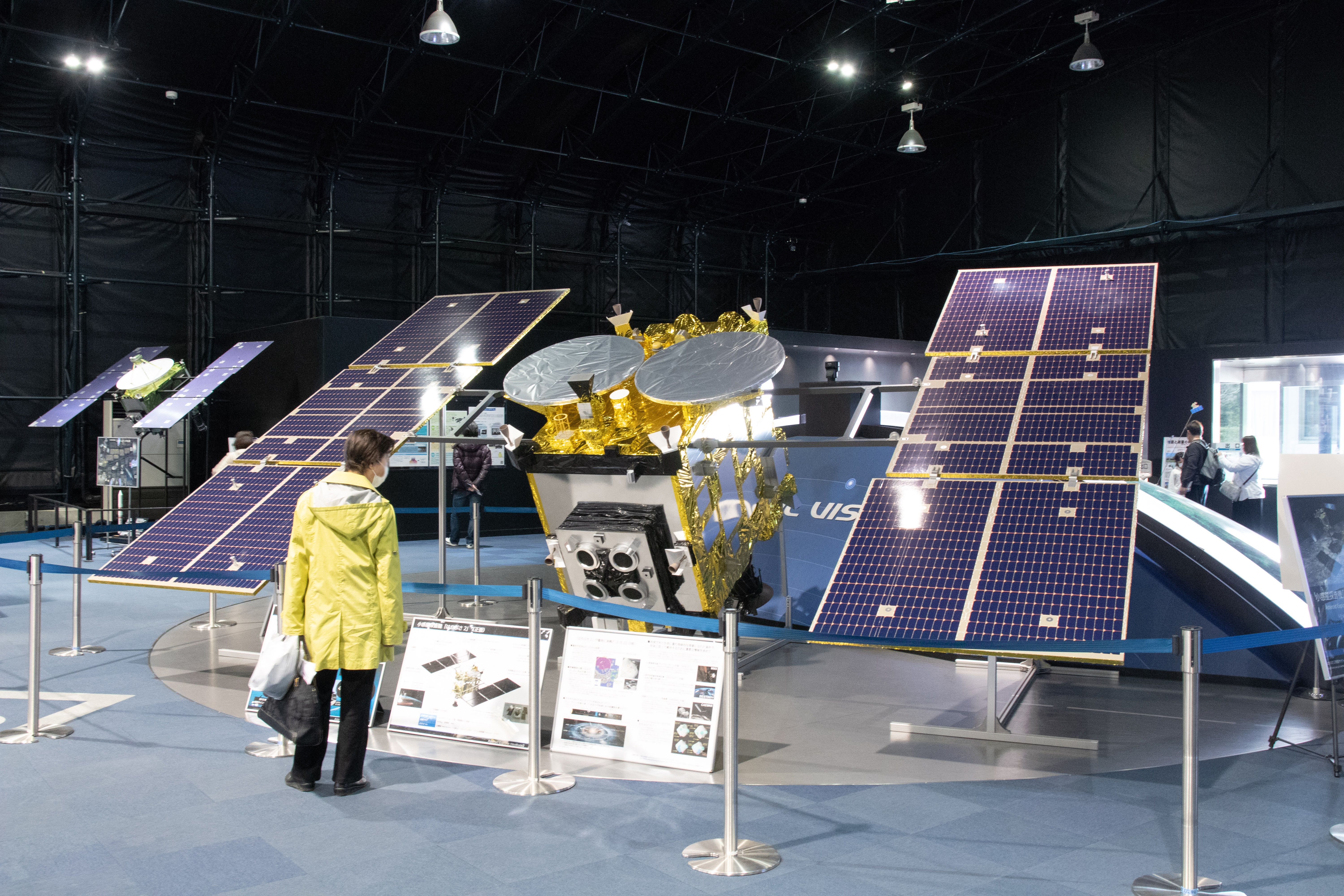
筑波宇宙センターで展示された、はやぶさ2の実物大モデル。

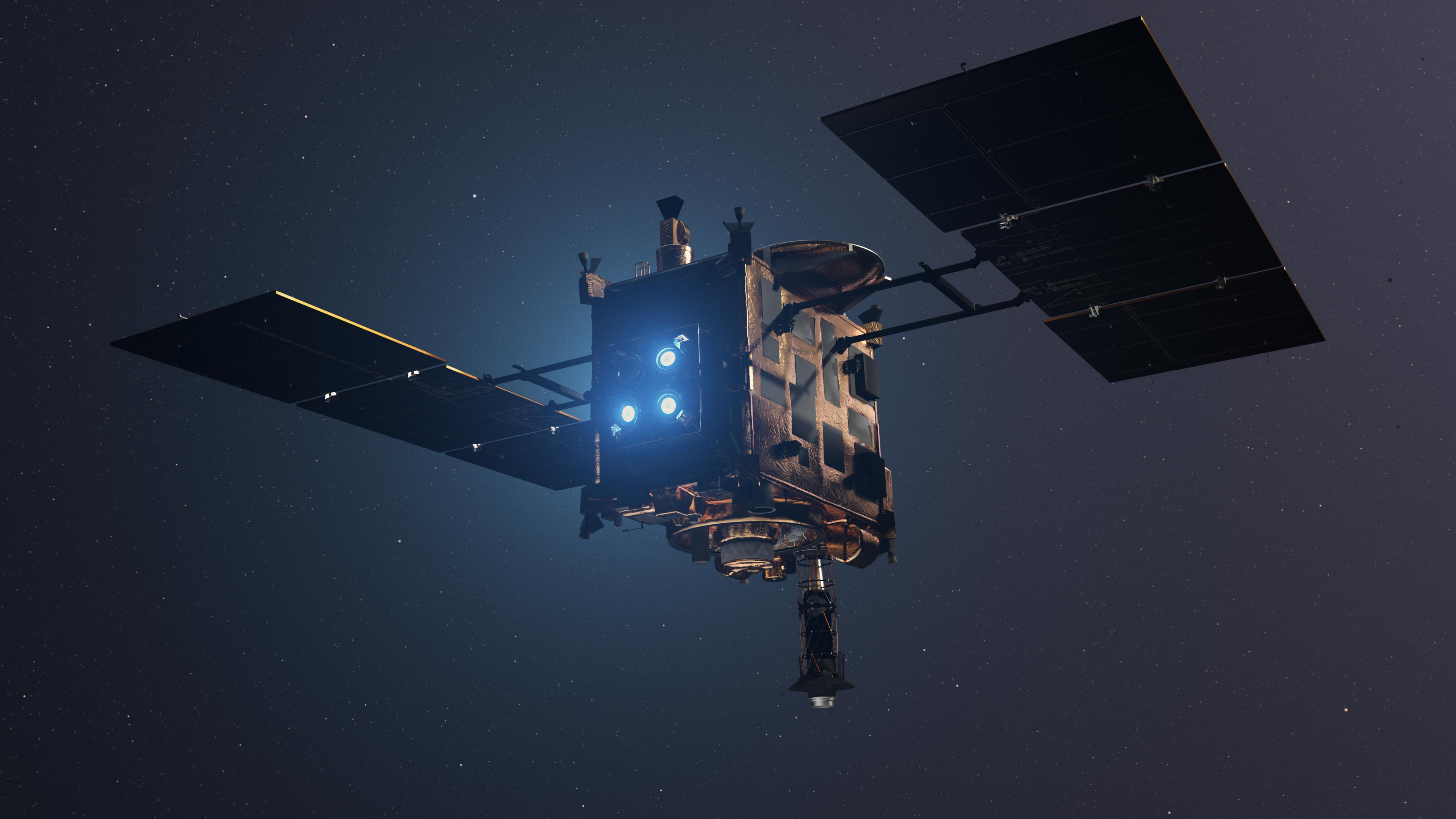
イオンエンジンを噴射する、はやぶさ2の想像図。

先代が航行途中に多数のトラブルに見舞われたため、安定航行を目的として様々な変更がなされた。「はやぶさ」のようなパラボラアンテナに代わり、「あかつき」と同様の高利得平面アンテナ（スロットアレイアンテナ）を使用し、破損が発生した化学燃料スラスタ配管の再検討や姿勢制御装置であるリアクションホイールの信頼性向上・予備の追加などの改良が行われた。イオンエンジンはμ10の推力を 8 mN から 10 mN へと向上させた改良型を搭載した。
また、試料を取るための方法も大幅に改良された。まず新機能として、小惑星表面だけでなく小惑星内部の砂礫の採取のための衝突装置 (SCI：Small Carry-on Impactor) を搭載した。SCIは成形炸薬を内蔵しており、探査機本体から切り離された後本体が小惑星の陰に隠れる約40分後に起爆し、重さ 2 kg の純銅製衝突体を爆圧によって変形させつつ目標天体に衝突させ、クレーターを作る。このクレーター内または周辺で試料を採取することにより小惑星内部の調査が可能となる。JAXAとしてこのような構造を持つ探査機は初めて。SCI 全体の質量が 18 kg、爆薬の質量は 4.7 kgある。銅板の質量は 2.5 kg だが、発射時に一部がちぎれて弾丸としては約 2 kg になる。衝突体の衝突時には本体は小惑星の裏側へ退避するため、衝突の様子を撮影するためにDCAM3と名付けた分離カメラを装備した。
初代はやぶさのように試料採取用の筒（サンプラーホーン）を小惑星の表面に当て、内部でプロジェクタイルと呼ばれる弾丸を打ち出し、それを小惑星表面に当てることで舞い上がった砂礫を採取する。プロジェクタイルの形状は「はやぶさ」の弾丸型から円錐型へと変更される。頂点の角度は90度に設定されており、プロジェクタイルが3 g以上の質量を持つ場合には弾丸型よりも効率的な試料採取が可能となる。もし初号機と同じように弾丸が発射されなくてもサンプルを引っ掛けて持ち上げられる仕組みも追加された他、サンプルから発生したガスも採取できるように改良されている。2014年11月には、NASAのオサイリス・レックスが小惑星で採取したサンプルとはやぶさ2が採取するサンプルを相互に提供し合うことで合意した。はやぶさ2には、サンプラーホーンの先端を撮るカメラCAM-Cも搭載されており、これはJAXAへの寄付金で作られた。
満身創痍での運用となった初代と比べ、確実に運用する為の改良が行われた。たとえば、初代はやぶさにおいてイトカワに着地させることが出来なかった「ミネルバ」（着地探査ローバー）の搭載数は、1基から3基に増加、ドイツ航空宇宙センターとフランス国立宇宙研究センターが共同開発した着陸ローバー「マスコット」（MASCOT, Mobile Asteroid Surface Scout）と併せて運用された。また初代では信頼性強化のために施した改造が裏目に出て3基中2基が運用不能となったリアクションホイールについては、3基から4基へと増備され、なおかつ最後の1基はなるべく着陸時までは温存するため、はやぶさ帰還時の運用経験を活かし可能な限り1基のリアクション・ホイールと太陽光圧を利用した運用を行っている。また、新たにKaバンド（32 GHz帯）の高速通信が可能な平面アンテナを従来のXバンド（8 GHz）アンテナに追加したことで、全般的な高速通信速度が可能な中で、極限時の指令運用（完全自律判断によるタッチダウンと比べた場合指令誘導とすると極端な高速化ができる）をより速やかに図ることができるようになった（従来のパラボラアンテナを小型軽量の平面アンテナに変えて同一面に2枚のアンテナを配置できた）。さらに、目標小惑星であるリュウグウが、事前に自転周期が約7時間半で、長径は920 mのほぼ球形と推定され、何より自転軸が黄道面に対して横倒しに近く、それが垂直であったイトカワが12時間の自転毎に天体全面を観察できた事と比べて極めて効率が悪いため、イトカワでの3か月に比べて6倍にあたる1年半を費やして調査することにした。

## 探査計画

2014年12月3日から2021年1月14日までのはやぶさ2の軌跡と地球とリュウグウの軌道を描いたアニメーション
はやぶさ2
リュウグウ
地球
太陽

「はやぶさ」がS型小惑星である (25143) イトカワを探査したのに続いて「はやぶさ2」ではC型小惑星であるアポロ群の  (162173) リュウグウを探査対象とした。リュウグウは、はやぶさ2の探査計画立案時に公転軌道が判明していた約46万個の小惑星の中で、そのスペクトル型が判明していた約3000個の小惑星の中から、はやぶさクラスの推進力で探査可能でスペクトルがC型であり、タッチダウン運用の可能な自転速度が6時間以上という条件を有する対象として、ほぼ唯一の候補に挙げられたためである。なお、2014年はリュウグウへ到達するために極めて望ましい打上げウィンドウ（打上げ期間）であった。次回のリュウグウへの打上げウインドウは10年後まで訪れない。
はやぶさ2計画には新たな生命の起源についての新たな知見をもたらす可能性がある。アミノ酸は探査機スターダストで以前にも彗星の尾から採取されているが、はやぶさ2が目指すリュウグウはC型小惑星と呼ばれる炭素を多く含む炭素質コンドライト隕石と似た物質で出来ていると考えられる小惑星で、一部の炭素質コンドライトと同様に有機物を含有する可能性がある。地球近傍に存在する小惑星が有機物を含むことが実証されれば、これらが隕石として地球に落ち生命の起源に寄与したという仮説が成立することとなる。

## 打ち上げまでの経緯

### 計画立ち上げ
MUSES-C（初代「はやぶさ」）の打ち上げ以前から小天体探査フォーラムなどで後継ミッションについて非公式に検討が続けられており、当時は「ポストMUSES-C」、「はやぶさ」打ち上げ後は「ポストはやぶさ」と呼ばれていた。「はやぶさ」打ち上げ翌年の2004年には小天体探査ワーキンググループが発足して、より詳細な検討が行われた。この当時は1機または2機の探査機をスペクトル既知の複数の小惑星に送り込む「マルチランデブー&サンプルリターン」や「ファミリーミッション」と呼ばれる大掛かりな案もあった。そして、「はやぶさ」が地球近傍小惑星イトカワの精密な科学観測を行い目覚しい成果を上げたことを受けて、JAXA宇宙科学研究本部（ISAS：後の宇宙科学研究所）内で本格的に次期小惑星探査計画が持ち上がった。2005年の第5回宇宙科学シンポジウムの時点では、次期小惑星サンプルリターンの構想として3つの候補が考えられていた。そのうちの1つは2012年にC型小惑星である 1998 KY26 に向けて打ち上げ、2017年の地球帰還時のスイングバイでさらに 2003 YN107 へ向かい、2019年に2個目のカプセルが地球帰還という計画案だった。しかし2006年初、後にリュウグウと命名される 1999 JU3 が探査目標に選定された。
はやぶさは当時、様々な故障を抱えていて地球へ帰還できる可能性は決して高くない状態にあり、アメリカ航空宇宙局 (NASA) が検討を開始したOSIRISミッションなど他国の追い上げも厳しい中、小惑星探査の分野での世界トップを維持できなくなるという危機感から、はやぶさ関係者からは後継機の早期の打ち上げが切望されていた。そこで、「はやぶさ」の再挑戦ミッションとして「はやぶさ2」の計画が立てられ、それまで検討されてきた「ポストはやぶさ」は「はやぶさMk2」と改称して区別することとなった。
2007年に計画は月・惑星探査推進グループ (JSPEC) に引き継がれ、2010年から2012年の打ち上げを目標に検討が進められたものの、JAXA全体でプロジェクトを積極的に推進するとの意思統一はなされず、計画は遅々として進まなかった。2007年度の予算折衝では、「はやぶさ2」計画側は5億円を要求し、財務省や文科省も数億円程度の予算をつけることを提案したが、JAXAはこれを退け予算は5000万円にとどまった。これは情報収集衛星計画やISSのきぼうの打ち上げ、運用、物資補給などの負担も従来の予算内で行っており、予算の都合から太陽系探査は後回しにされている現状を示している。

### 研究フェーズ移行
はやぶさ2に関する開発費は国民世論の大きな盛り上がりもあり、WGを作って数年かけて提案していくという通常の手順とは異なる方法で提案をしていくこととなった。その後、宇宙開発委員会による一連の審査により「JAXAが早急に行うべきミッション」との判定を得て、2007年6月にはプリプロジェクト（「研究」フェーズ）となった。しかし、既存の計画の間に後から入ることとなったため予算上の制約は大きく、その後の進捗は思うようには進まなかった。

### 予算不足による他国機関との連携の模索
JAXAは2007年10月の理事長記者会見で、予算不足のため国産ロケットでの打ち上げは断念し、探査機のみを日本で製作し、打ち上げは他国の協力を仰いで海外で行うという考えを示した。しかし、無償でロケットを提供してくれる協力相手を見つけるのは簡単なことではなく、プロジェクトの存続は困難であると見られていた。この頃から、一般のファンから関連機関に対してはやぶさ後継機の実現を希望する投書が多数寄せられるようになった。JAXAには約80通、文部科学省宇宙開発委員会には約30通のメールが届いた。この数は、宇宙開発関連の投書としては異例の多さだったという。
2008年1月には、イタリア宇宙機関 (ASI) 長官からJAXA理事長宛に共同で計画を進めたいという旨の書簡が届いたことが明らかになった。探査機を日本が、打ち上げ用のロケットをイタリアが提供する形での協議を考えていたという。イタリアとの共同計画では、イタリア側が開発中のヴェガロケットを無償で提供する代わりに、イタリア側の計測機器が日本の用意する探査機に搭載されることとなっていた。もともと欧州とは「はやぶさMk2」（欧州名「マルコ・ポーロ」）で共同探査が検討されていたことから、これと計画が統合されてはやぶさ2自体が「マルコ・ポーロ」となる可能性もあった。しかしながら、「マルコ・ポーロ」は2009年のESAの Cosmic Vision における第2次審査で採択されなかった。
その後ヴェガロケットの調達が困難となり、打ち上げ時期も2014年以降にずれ込む見通しとなった。このため予算を次の5か年計画から捻出せねばならなくなり、ロケットの予算を他国に頼るという方向性も再検討されることになった。ただし惑星探査の予算が圧迫されている状況に変わりはなかった。2009年7月のJAXA相模原の一般公開においては、500 kgクラスのはやぶさ2に加え、300 kgクラスの衝突機を同時に打ち上げる2機構成案が示された。この案ではPLANET-C (500 kg) + IKAROS (300 kg) と同様のH-IIAの打ち上げ能力が想定されている。このような探査機自体を小惑星に衝突させて人工クレーターを作る、あるいは軌道を変える試みは、後になってESA/NASAによる別の探査計画AIDAで採用されている。2010年には後述のように衝突体を2 kg程度に小型化した新しい計画が示され、はやぶさ2では最終的にこちらが採用される形となった。
2010年度においては、自民党政権下の概算要求で「月面着陸・探査に向けた研究等」として15億円が要求されたものの、民主党への政権交代後、再度概算要求の出し直しを求められ、5000万円に減額された。尚、小惑星探査はJSPECに移管しているため、文部科学省の概算要求では月探査の項目に含まれる。さらに事業仕分け第1弾で衛星関連事業の1割縮減を受けて3000万円にまで減額され、非常に苦しいものとなった。

### はやぶさ帰還による影響

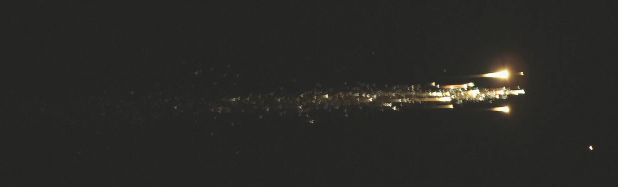
大気圏再突入後のはやぶさ

しかし、2010年6月13日にはやぶさが帰還し、翌14日にはカプセル回収にも成功すると、菅直人内閣の閣僚からは偉業として絶賛する発言が相次ぎ、2011年度の予算では増額を検討する意向も示されたこれらの発言に対し、読売新聞は「現金すぎ」と民主党政権を批判的に報じた。一方、科学ジャーナリストの松浦晋也は、はやぶさ後継機に予算が付かないのは政権の問題ではなく、2007年度の予算折衝で「はやぶさ2」計画側が要求した予算をJAXAが退けた事実を踏まえ、JAXAの組織内部の問題のため開発が順調に進んでいないことが原因と思われる、と指摘している。また、宇宙開発の有識者会議でも「（はやぶさの）人気で計画を決めるのはおかしい」とする指摘が出た。

### 開発研究フェーズへ移行
8月に開催された宇宙開発委員会において、「開発研究」フェーズへの移行が承認され予備設計が始まった。8月26日、文部科学省は総事業費140億円のうち、2011年度の予算概算要求に30億円の開発費を盛込む意向を示した。

### プロジェクト化から開発フェーズへ
2011年5月に、JAXAは正式に2014年の打ち上げに向けたプロジェクト化を発表した。
2012年1月25日に宇宙開発委員会において「はやぶさ2」の開発段階への移行が承認され、正式に「はやぶさ2」の開発がスタートした。
2012年4月からJAXAの事業への寄付金が受け付けられ、2013年2月末までに総額約3663万円が集まり、このうち約1922万円をはやぶさ2に使うことが決定した。この寄付金により、はやぶさ2本体の底部に岩石採取確認用のカメラが1台追加装備されることになった。
2014年8月31日にJAXAは相模原市で、はやぶさ2の機体を報道陣に公開した。

## 打ち上げと、その後の経緯

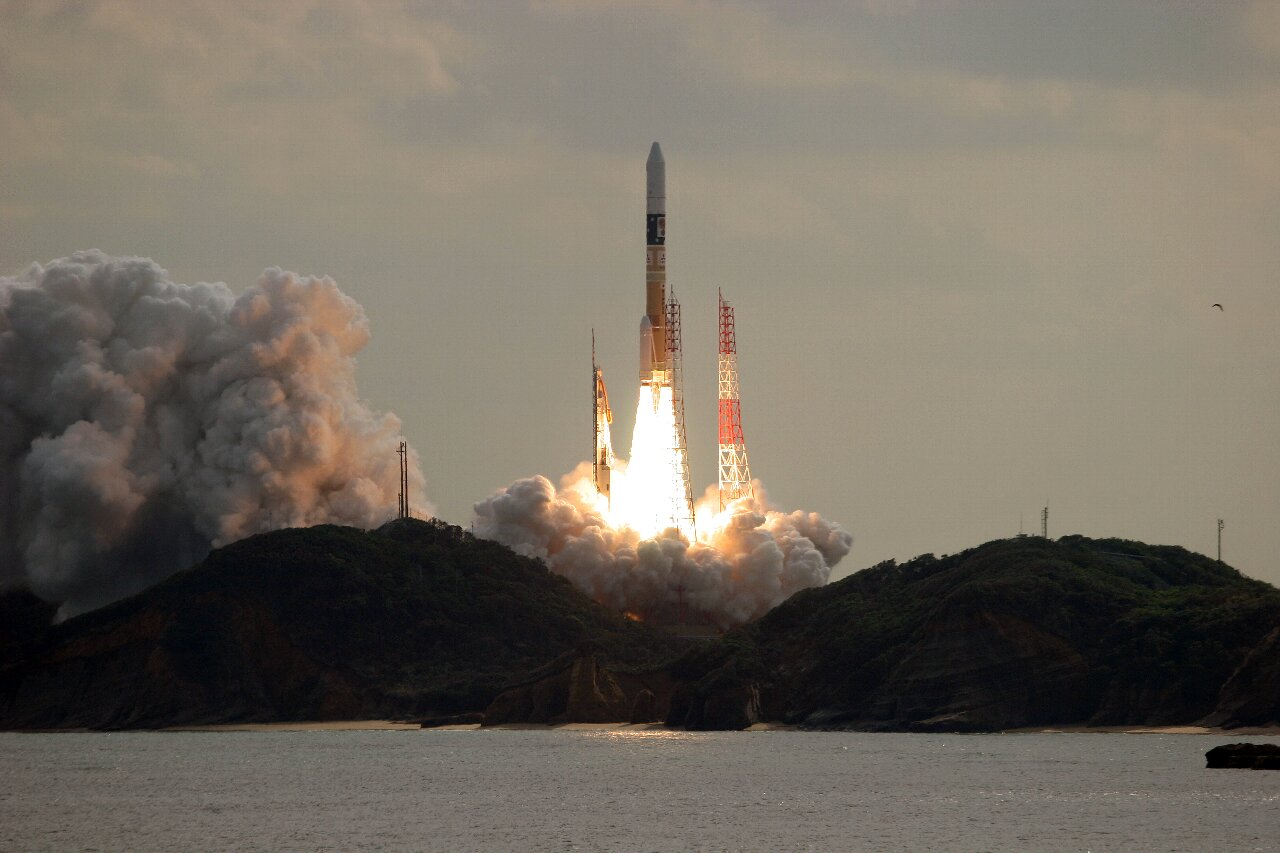
H-IIAロケット26号機による小惑星探査機「はやぶさ2」の打ち上げ

日時は何も表記がない場合、日本標準時 (JST) 。また、時刻は24時制で表記する。

### リュウグウ到着まで
- 2014年11月30日に打ち上げ予定が設定されたものの[48]、天候不良によって12月1日に延期され、さらに12月3日に再延期された[49]。
- 2014年12月3日13時22分 (JST) 頃、H-IIAロケット26号機により打ち上げ[50]。その後、イオンエンジンやKaバンド通信系などの初期のチェックアウトを順調に終了[51]。
- 2014年12月5日、本体および地上系一連の健全性を確立するクリティカル運用終了。
- 2015年3月3日、巡航フェーズへ移行[52]。
- 2015年12月3日、地球スイングバイを実施[53]。
- 2018年2月26日、小惑星リュウグウの点像を、距離約130万 kmからの撮影に成功した[54]。
- 2018年6月3日、往路のイオンエンジン運転を終了[55]。

### 小惑星近接運用（2018年）

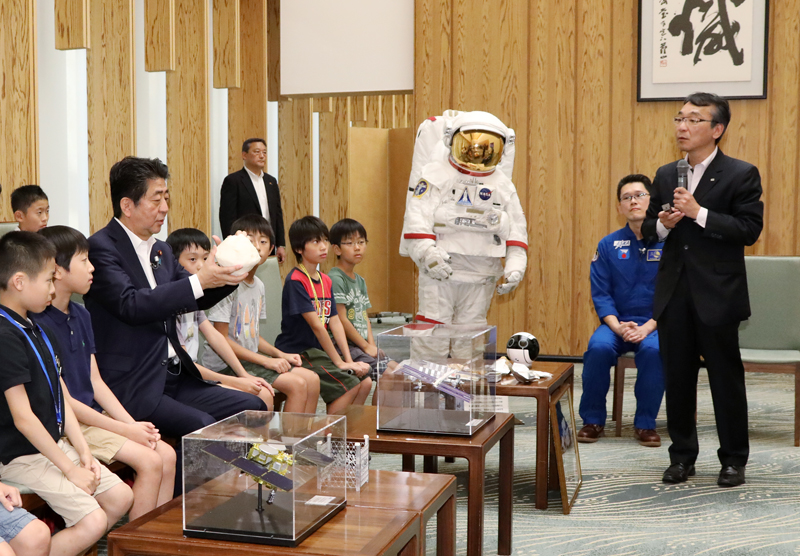
はやぶさ２ミッションについて安倍晋三に報告する國中均（右端）。2018年7月25日。

- 2018年6月27日、小惑星リュウグウの上空20 kmの位置に到着した[56]。
- 2018年9月21日、探査ローバーのミネルバ-II1を地表に向けて投下[57][58]。投下されたローバーは2台で、いずれも着地に成功するとともに、少なくとも1台がリュウグウ地表をジャンプして移動したことも確認された[57][58][59]。着地後、ローバーは投下直後のはやぶさ2や、ジャンプ中に撮影したリュウグウ地表の写真を、上空20 kmのはやぶさ2に送信した[57][58][59]。小惑星上で探査機が着陸・移動・写真撮影に成功したのはいずれも世界初である[57][58][59]。
- 2018年10月3日10時57分 (JST) 頃、MASCOTを投下した[60]。約6分後にリュウグウに接触し、バウンドを経てさらに約11分後に着地も成功した[61]。ジャンプによる場所移動を含む17時間を超える観測活動を行い、MASCOTの運用を終了した。
- 2018年11月5日11時37分 (JST) 頃、ターゲットマーカーBが切り離され、着陸候補地L08-Bの中心から15.4 m離れた所に着地[62]。
- 2018年11月23日、太陽との合により通信が困難となる期間にビーコン運用を行う「合運用」を開始し、リュウグウから最大100 km離れる軌道に入り、ゆっくり離れ始めた[63]。
- 2018年12月13日、JAXAは会見でミネルバ2-1のステレオ画像を含む新たな画像を公開した。また正式名称について1Aが「イブー (HIBOU)」、1Bが「アウル (OWL)」と発表した。いずれも神話でミネルバと関わりのあるフクロウに因む。それぞれ113日と10日の活動が確認されており、その後は日陰に入って休止中と推定された。またその間カメラの画像に全く汚れが確認できなかったことから、リュウグウ表面に砂は無いと結論付けられた[64]。
- 2018年12月29日、合運用を終了して通常の運用を行った。なお正月3が日は運用を休止していた[65]。

### 小惑星近接運用（2019年）

SCI展開のアニメーションと、生成されたクレーターからのサンプリング

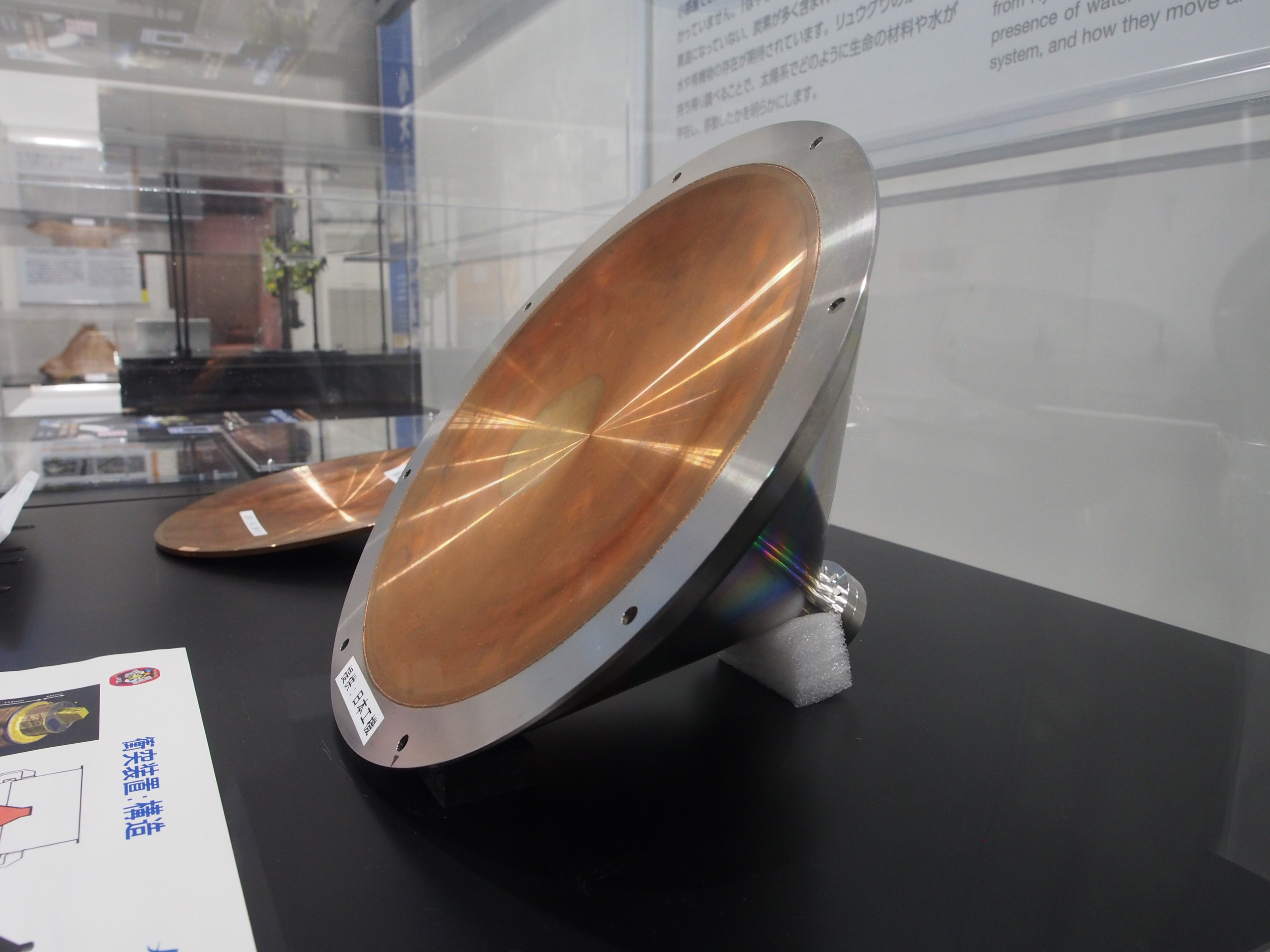
インパクターの爆薬部

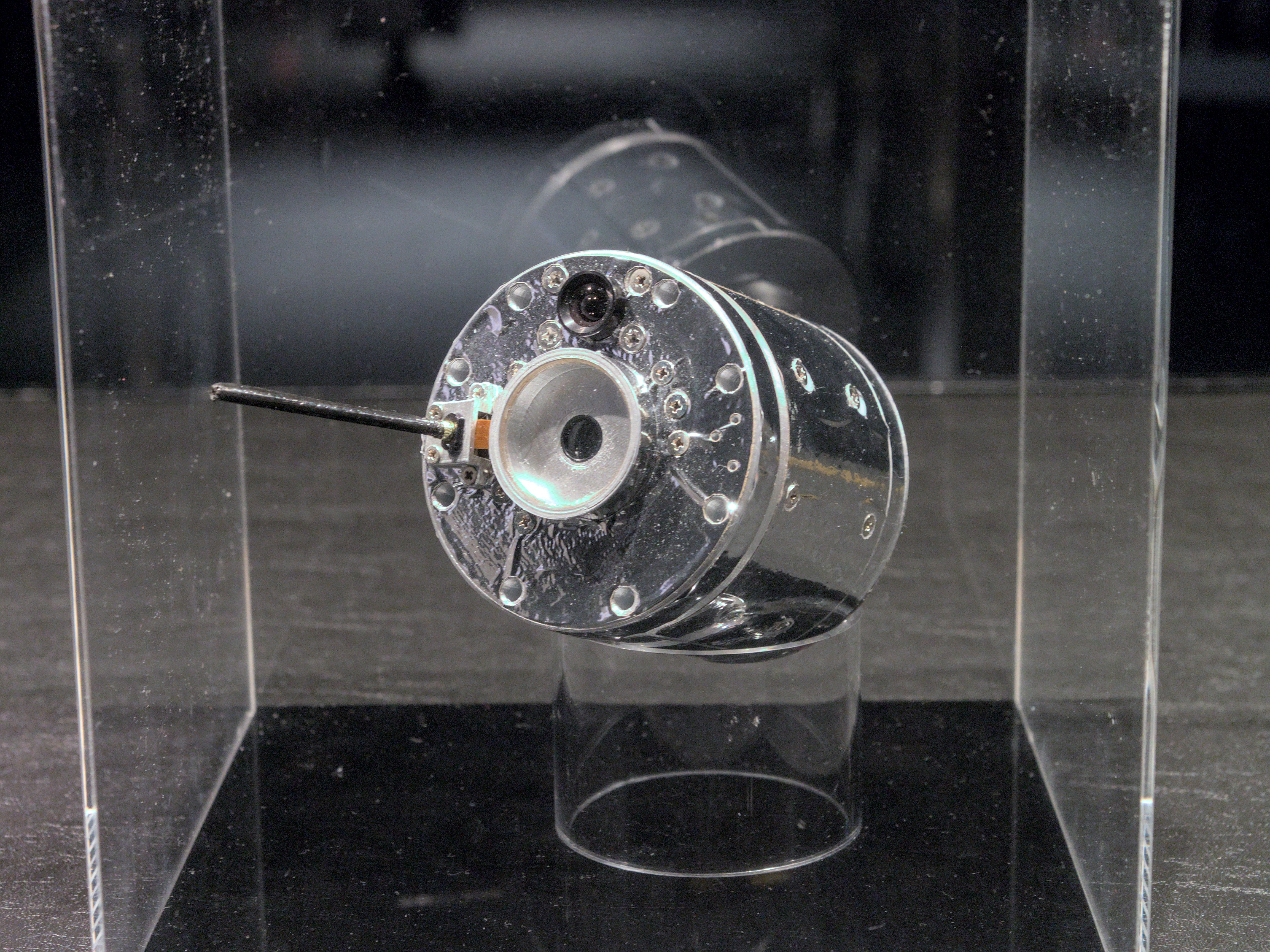
DCAM3の模型

- 2019年2月22日7時29分 (JST) 頃、「リュウグウ」への1回目の着陸に成功した[66][67]。この日は、はやぶさ2開発に尽力したJAXA宇宙科学研究所助教であった飯島祐一（故人）の誕生日だった[68]。
- 2019年3月5日、前述の寄付金により取り付けられた岩石採取確認用カメラの映像が公開され、充分な量のサンプル採取ができたように見えることから着陸を2回に減らす方針が示された[69]。
- 2019年4月5日11時 (JST) 前、衝突装置 (SCI) と小型カメラ (DCAM3) を分離した後、リュウグウの反対側に退避し[70]、DCAM3による衝突の噴出物の撮影により衝突装置の作動を確認することに成功した[71][72]。
- 2019年4月25日、衝突地点を観測し、人工クレータの存在を確認[73]。
- 2019年5月16日、低高度に降下して人工クレーター付近の調査を行おうとしたものの、高度約50 m付近でLIDARの受信感度切替時にノイズを拾い異常を感知したため、自律判断で上昇した。この時のターゲットマーカー投下は中止された[74]。接近時に詳細な映像は得られた。
- 2019年5月30日、高度10 mまで降下し、ターゲットマーカーAの投下に成功した[75]。
- 2019年6月11日から6月13日にかけて、低高度運用で人工クレーター付近を詳細観測[76]。最有力候補地点に充分に近い場所に投下されていたため新たなターゲットマーカーは投下しなかった。
- 2019年6月25日、2回目の着陸計画について発表された。人工クレーター内部ではなく、人工クレーターから飛び散った、クレーター周辺の物質を採取すると決定した[77][78]。
- 2019年7月11日、2回目の着陸を行い、サンプル採取のシーケンスを実施した[79]。
- 2019年8月2日、ミネルバ-II1ローバー1Bことアウルが冬眠から目覚め、13時15分 (JST) 頃から10分間テレメトリを取得[80]。
- 2019年8月26日、サンプル採集容器が再突入カプセルに収納された[81]。
- 2019年8月29日、予備の4個目のリアクションホイールのテスト中にトルク異常を検知したため、自律的にセーフホールドに移行してリュウグウから離れた距離へ退避した。8月30日の運用でセーフホールドから復帰させており、少なくとも常用している3個のリアクションホイールやセーフホールドの挙動は正常とされた。この影響によりリュウグウに再接近する必要が生じ、9月5日に予定されていたターゲットマーカーの分離運用を延期した[82]。
- 2019年9月12日、ターゲットマーカー分離運用（降下）を開始。9月17日にリュウグウ上空 1 km でターゲットマーカーE,Cをそれぞれリュウグウの赤道軌道と極軌道に載せて分離。9月23日ごろにかけて落下するまでの様子を上空 20 kmから光学観測した[83]。これらには、世界初の人工衛星シリーズにちなんだ名が付けられ、ターゲットマーカーCはCに似たロシア語のС (エス) で始まるスプートニク (Sputnik/Спутник) 、Eはエクスプローラー (Explorer) と名付けられた[84]。
- 2019年10月3日、ミネルバ-II2をリュウグウの上空 1 km から赤道を周回する軌道に載せて分離[85]。当初の予定では8周ほど周回する計画だったが、カバー分離の反動で25°ほどの誤差が生じ、約22時間で1周あまり周回してリュウグウに着地した[86]。

### 帰還運用

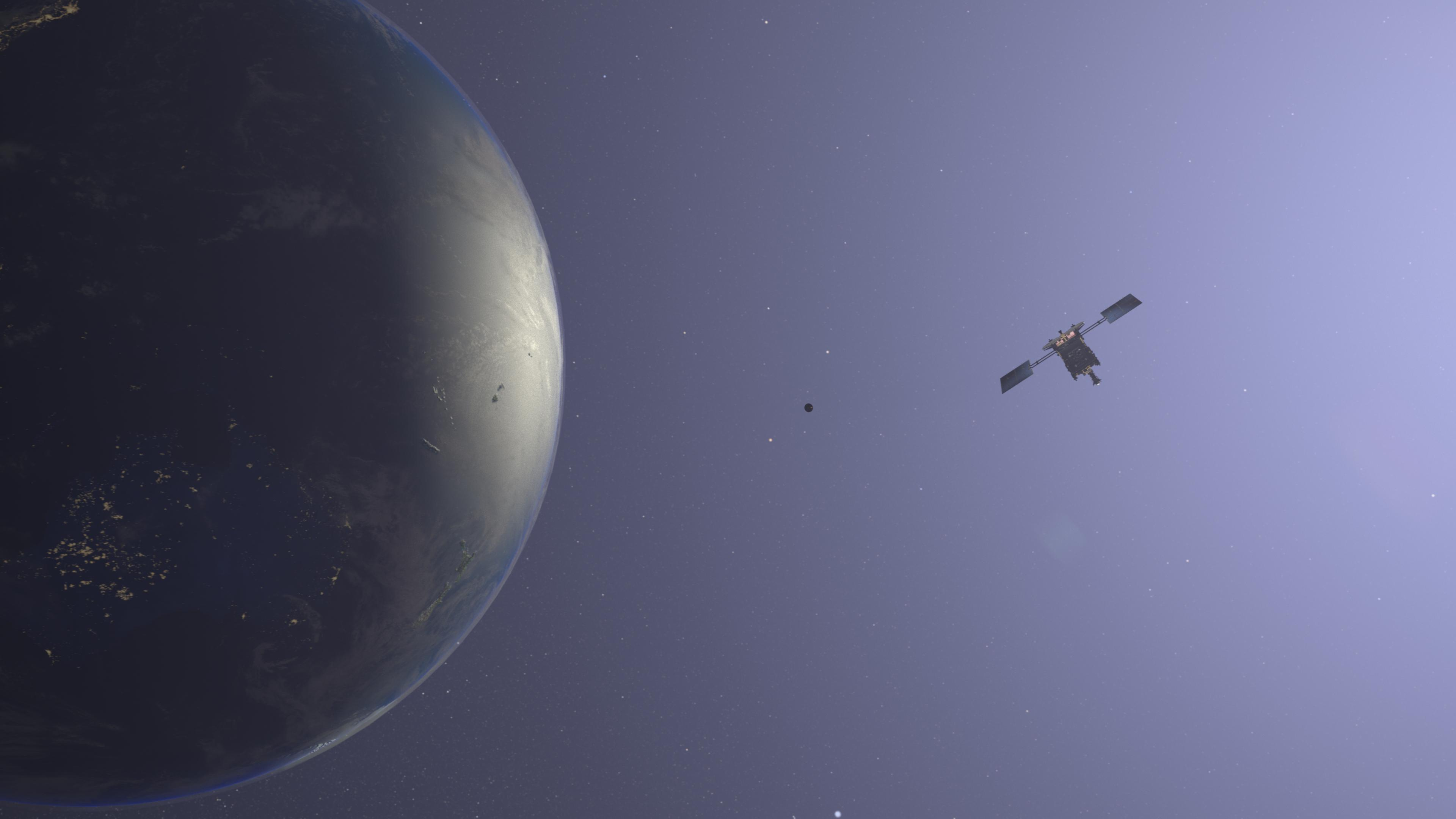
地球へ向けてカプセルを分離するはやぶさ2の想像図

- 2019年11月13日 、帰還運用開始。リュウグウからの離脱開始を確認[87]。
- 2019年11月19日、遠ざかりゆくリュウグウの撮影を終了し、イオンエンジンを運用するための姿勢変更を行った[88]。
- 2019年11月20日、イオンエンジンの試験運転を開始[89]。
- 2019年12月3日、イオンエンジン巡航運転を開始[90]。
- 2019年12月14日、運転するイオンスラスタを3基から2基に切り替えた[91]。
- 2019年12月16日、JAXAが建設中の長野県美笹局の54 mアンテナが、はやぶさ2のX帯の電波受信に成功[92]。
- 2020年2月5日、軌道の精密測定を行うため、イオンエンジンをいったん停止[93][94]。
- 2020年2月18日、軌道が決定し、微調整（トリム運転）を開始[93][94]。
- 2020年2月20日、第1期イオンエンジン運転終了[93][94]。
- 2020年4月8日、JAXAが建設中の長野県美笹局で、後述のKa帯の電波受信に成功[95]。
- 2020年5月13日、第2期イオンエンジン運転開始[96]。イオンスラスタは当初1基を使用し、8月から2基同時使用に変更する旨を発表した[97]。
- 2020年8月19日、オーストラリア政府から8月6日付でウーメラ立入制限区域（ウーメラ試験場）への着陸許可が下りたことをJAXAが発表[98]。
- 2020年8月28日、第2期イオンエンジン運転を終了し、その後、精密な軌道測定を開始[99]。
- 2020年9月15日、軌道測定結果をもとに、TCM(Trajectory Correction Maneuver)-0（イオンエンジンによる軌道修正）開始[100][101]。
- 2020年9月17日、約30時間に及んだTCM-0を終了し、これをもって地球帰還までに行うイオンエンジンの運用は完遂となった[102]。
- 2020年10月5日、長野県美笹局からはやぶさ2へ向けたX帯の電波送信試験に成功[103]。
- 2020年10月22日、TCM-1（軌道微調整）。以降帰還までは化学エンジン使用。
- 2020年11月12日、TCM-2（軌道微調整）[104]。
- 2020年11月20日、国立天文台ハワイ観測所すばる望遠鏡が、地球から約580万 kmの距離に位置していた、はやぶさ2の光学観測に成功した[105]。
- 2020年11月25日、オーストラリア当局よりウーメラへの軌道遷移の許可[106]。
- 2020年11月26日、TCM-3（ウーメラへ向けた軌道変更）[105]。
- 2020年12月1日、TCM-4（軌道微調整）[107]。
- 2020年12月5日
  - 14時30分 (JST) 頃、カプセルの分離に成功[108]。
  - 14時56分、TCM-5のための姿勢変更を開始[109]。
  - 15時30分 - 16時30分 (JST)、30分おきに3回に分けてTCM-5（地球圏離脱軌道変更）を実施[109]。
- 2020年12月6日
  - 2時28分 - 2時29分 (JST) 頃、カプセルが大気圏に再突入し、本体は姿勢を変えて2時30分頃までカプセル再突入の様子を撮影[107]。大気圏突入時刻は、2時28分27秒 (JST) 。
  - 2時31分 - 2時33分 (JST) 頃、パラシュート展開[107]。
  - 2時47分 - 2時57分 (JST) 頃[107]、回収カプセルが地球に着地[56][110][111]。
  - 4時47分 (JST) 頃、オーストラリアのJAXA研究チームがヘリコプターで探索し、南部ウーメラ地区の砂漠でカプセルを発見[112]。
  - 7時32分 (JST) 頃、回収完了[113]。

## 回収された試料
2020年12月6日に回収カプセルはウーメラで回収された後、まず現地の施設でガスの回収が行われてから日本へ移送された。空輸には、同じ隼の意味を持つ航空機ダッソー ファルコン 7Xが使われた。JAXA相模原キャンパスへは日本時間の12月8日に到着している。到着後の会見で、回収カプセルは「竜宮の玉手箱」と名付けられたことが発表された。
12月15日にJAXAはオンライン会見を開催し、1回目のタッチダウンに使われたカプセル内のA室に予想以上の砂粒が採取されていたことを伝え、リュウグウからのサンプルリターンに成功したことが正式に発表された。また、JAXAで分析したガス成分が現地で分析したガスと同等の結果を示し、地球の大気成分と異なっていることから、気体の採取に成功したことが発表された。
- 2020年12月8日10時30分 (JST) 頃、回収カプセルの最終目的地であるJAXA相模原キャンパスへ移送完了[119]。
- 2020年12月14日、カプセル内に黒い粒状の物質を発見と発表[120][121]。
- 2020年12月15日13時（JST）頃、JAXAが会見をオンラインで開き、カプセル内にリュウグウ由来のガスが存在したことを発表[122]。
- 2020年12月18日、採取できたサンプル量が想定を上回る5.4g以上になることが発表された[123]。
- 2020年12月21日、人工クレーター周辺で採取した2回目の試料を収めたC室が、B室とともに開封され、24日に発表された。C室からは1回目よりも大きな1 cm近い「小石」が多数確認され、地下物質を採取できた可能性が高まった[124]。また金属片も混じっていたことが確認されたが、サンプラーホーンをカバーしていたアルミ箔が混入する可能性が事前に想定されている[125]。
- 2022年6月6日、採取したサンプルから数十種類のアミノ酸が発見されたと報道された[126]。
- 2022年9月23日、採取したサンプルから塩や有機物が含まれる「炭酸水」が発見されたと発表された[127]。

日本科学未来館で展示された、「はやぶさ2」の実物大モデル 2021年12月
- 小惑星「リュウグウ」
- 「はやぶさ2」上面
- 同左、上面と正面
- 同左、上面と背面
- 同左、側面と下面
- 同左、正面と側面
- 同左、背面
- 同左、正面と側面のアップ
- 同左、正面のアップ
- 同左、下面のアップ
- 同左、下面の「サンプラホーン」のアップ
- 「リュウグウ」の試料（かけら）

## 拡張ミッション
2020年12月に地球に帰還しカプセルを分離したはやぶさ2は、その後はやぶさ2#（はやぶさツー シャープ）の愛称で拡張ミッションが運用されている。2026年7月に (98943) トリフネ（仮符号: 2001 CC21、2024年9月20日に名称が公表された）をフライバイした後、2027年12月と2028年6月に地球をスイングバイし、2031年7月に 1998 KY26 を接近探査する予定である。 1998 KY26 は前述のように、はやぶさ後継機の探査目標の候補だった天体の1つでもある。

### 計画
ミッション終了後のはやぶさ2を活用すれば、新たなミッションを立ち上げるよりも低コストで科学的・工学的な成果が見込めることから、電力事情や観測機器の能力に合わせて地球近傍小惑星を対象とした拡張ミッションが検討されていた。拡張ミッションでは以下の3点が目標として設定された。
1. 太陽系長期航行技術の進展
2. 高速自転天体探査の実現
3. プラネタリー・ディフェンスに資する科学と技術の獲得

2020年7月21日に開催された宇宙開発利用部会で、小惑星 2001 AV43 または 1998 KY26 の接近探査を検討していることが報告された。いずれも高速自転するタイプの小惑星である。
EVEEAシナリオ (Earth - Venus - Earth - Earth - Asteroid)
地球帰還後、2024年8月に金星フライバイ、2025年12月と2026年12月に地球フライバイした後、2029年11月に 2001 AV43 を接近探査するシナリオ。
EAEEAシナリオ (Earth - Asteroid - Earth - Earth - Asteroid)
地球帰還後、2026年7月に (98943) トリフネをフライバイした後、2027年12月と2028年6月に地球をスイングバイし、2031年7月に 1998 KY26 を接近探査するシナリオ。
2つのシナリオを比較した際、EVEEAシナリオは設計前提の太陽距離範囲 (0.85〜1.41 au) を逸脱する期間が長く、また金星スイングバイに失敗した際に目標天体への軌道計画が成立しない危険性が高いなど、ミッションの実現性がより低いと評価され、2020年9月に、よりリスクの低いEAEEAシナリオが選定された。
拡張ミッションの目標天体である 1998 KY26 は、直径30メートル前後の非常に小さな小惑星である。2013年にウラル地方に落下したチェリャビンスク隕石は直径17メートル程度の大きさであったと目されており、このサイズの小惑星が地球と衝突した際には地域的に大きな被害をもたらすと考えられている。このような微小小惑星を近傍観測することで、地球史の解明やプラネタリーディフェンスに有益な情報が得られるのではないかと期待されている。
目標天体の 1998 KY26 に到達するまでの間にも様々な科学観測が計画されている。巡行期間となる2026年7月までの間は、黄道光観測と太陽系外惑星観測が実施される予定。黄道光の観測では、光学航法カメラONC-Tによる観測を定期的に実施して星などの天体が写っていない宇宙空間の明るさを測定することで、黄道光の原因となる惑星間塵の地球近傍での分布を明らかにする。また、太陽系外惑星は、同じく光学航法カメラONCを用いた長時間の観測で光量の時間変化を調べることによるトランジット法での検出を目指す。2026年7月の 2001 CC21 フライバイでは、まだ研究の進んでいないスペクトル型であるL型小惑星を近接探査することで、炭素質隕石に見られる白色包有物 (CAI, Calcium-aluminium-rich inclusion) との類似性を判定する。

### 拡張ミッションの経過
- 2025年4月、リアクションホイール1基が停止してセーフホールドモードに移行するが、5月までに再起動に成功[134]。

## 達成された世界初
2019年12月19日の記者説明会では、7つの世界初が示された。
- 小型探査ロボットによる小天体表面の移動探査
- 複数の探査ロボットの小天体上への投下・展開
- 天体着陸精度 60 cm の実現
- 人工クレーターの作成とその過程・前後の詳細観測
- 同一天体2地点への着陸
- 地球圏外の天体の地下物質へのアクセス
- 最小・複数の小天体周回人工衛星の実現

このほかサンプルリターンの成功を受け、さらにいくつかの世界初が示される見通し。
- 地球圏外からの気体のサンプルリターン[118]

## 人工クレーター
はやぶさ2のインパクターが作り出したクレーターの詳細について、2020年3月20日にサイエンス電子版で発表された。
大きな岩の近くに着弾したためクレーターは半円形となり、大きさは予想の7倍ほどの直径14 m以上、深さは約2 mに達した。予想よりも大きなクレーターが形成された理由について、リュウグウは密度の低いラブルパイルである点が挙げられている。なお、簡単に大きなクレーターが形成され易いのに、リュウグウの表面には大きなクレーターが比較的少ないため、リュウグウの表面は比較的新しいのだろうと推定された。

## Kaバンド通信の問題
はやぶさ2には新たにKaバンドアンテナが追加され、高速のデータ通信が出来るようになった。しかし、臼田宇宙空間観測所の64 m地上局はKaバンド（32 GHz帯）のような高い周波数に対応できず、使用できない。このため、NASAのディープスペースネットワークやESAの地上局の支援を受けなければならない。臼田64 m局の後継は、Kaバンド対応として設計されているが、KaバンドはXバンドに比べて取り扱いが難しく、様々な条件を克服しなくてはならない。その1つにKaバンドの信号を弱らせる日本の湿潤な気候がある。日本国内で環境が良い場所を選んでも、年間を通じて見ると、海外機関の地上局の立地に比べるとあまり優れていない。
はやぶさ2が帰還運用中はまだ臼田の後継の長野県美笹局は建設中だったが、2020年4月8日午前3時15分頃にKa帯の電波受信に成功した。

## カプセルと試料の一般公開
帰還したカプセルや、回収した試料の実物が以下の場所で一般公開された。
- 2021年12月4 - 13日[137][138]
  - 日本科学未来館（東京都江東区） 
    - 分光技術による試料解析に用いられたハイパースペクトルカメラも展示された[139]。
- 2021年12月6 - 12日[140]
  - 相模原市立博物館（神奈川県相模原市中央区）
- 2022年11月16日 - 23日[141]
  - 名古屋市科学館（愛知県名古屋市中区）
- 2023年3月18日[142]
  - JAXA内之浦宇宙空間観測所（鹿児島県肝属郡）

- 2023年3月26 - 28日[143]
  - 恩納村赤間多目的運動場（沖縄県国頭郡恩納村字）

## 応援プロジェクト
- はやぶさ2プロジェクトでは、2013年4月10日から8月9日まで「星の王子さまに会いに行きませんかミリオンキャンペーン2」と題した応援キャンペーンを実施した。これは、はやぶさプロジェクトでも実施された同名キャンペーンと同様、ターゲットマーカーおよび帰還カプセルに寄せられたメッセージを搭載し、同プロジェクトをより身近に、一体感を持って参加してもらおうとの趣旨で行われた[144]。
- 2014年10月22日に『映画 妖怪ウォッチ 誕生の秘密だニャン!』がはやぶさ2のオフィシャルサポーターに決定した[145]。

## 相乗り
JAXAでは打ち上げに相乗りする小型副ペイロード（ピギーバック衛星）を公募し、審査の結果下記の3機が選定された。
- PROCYON（東京大学・JAXA）
高さ63 cm、幅55 cm、奥行き55 cm、重さ約65 kgの超小型探査機である[147]。複雑な宇宙探査を小型機でどれだけ可能かを検証する[147]。超小型のイオンエンジン「I-COUPS」を使って小惑星探査を行い、小惑星から数十kmという接近距離から高速でフライバイしながら撮影を行う計画であった[148]。しかし、イオン・スラスターに生じた問題が解決できず、目標としていた小惑星 2000 DP107（英語版） の接近観測（フライバイ）を断念したことが報道された[149]。
- ARTSAT2-DESPATCH（多摩美術大学）
各寸法約50 cm、重さ約30 kg。東京大学との共同開発。太陽電池は搭載せず、一次電池のみで電力を供給する。3Dプリンタを使い出力された、宇宙機そのものが「深宇宙芸術作品」であり、地球脱出軌道に投入することで「深宇宙彫刻」となる。また搭載センサーから、独自開発されたアルゴリズムを用いて宇宙空間で詩を生成し、CWビーコンとして地球に送信する。そして世界のアマチュア無線家に協力を仰ぎ、送信された微弱電波を世界中でキャッチしSNSなどで共有するテレメトリ共同受信（協調ダイバシティ通信実験）を行うことを計画した[150]。2014年12月14日、海外のアマチュア無線家が地球からの距離470万 kmでビーコンの受信に成功した。2015年1月3日に運用を終了した[151]。
- しんえん2（九州工業大学）
直径約50 cmの14面体の形状をした重さ約17 kgの超小型宇宙機である[152]。太陽を楕円形に周回して約38万 kmの距離でデータ通信の実験を行う[152]。2014年12月9日に、地球からの距離230万 kmで電波の受信に成功したとの報告がオランダからあった。

## 関連番組
- BS-TBS 開局15周年特別企画「日本の夢、はやぶさ。ふたたび宇宙へ」（2015年3月1日）
- コズミック フロント☆NEXT「はやぶさ2 帰還、そして旅立ち」（2020年12月24日、NHK BSプレミアム）